# روبرت دودلي
روبرت دودلي (بالإنجليزية: Robert Dudley)‏ هو ممثل أمريكي، ولد في 13 سبتمبر 1869 بسينسيناتي في الولايات المتحدة، وتوفي في 15 سبتمبر 1955 في الولايات المتحدة.

## وصلات خارجية
- روبرت دودلي على موقع IMDb (الإنجليزية)
- روبرت دودلي على موقع تيرنر كلاسيك موفيز (الإنجليزية)
- روبرت دودلي على موقع قاعدة بيانات الفيلم (الإنجليزية)